# Wiczmándy család
Butkai Wiczmándy család Zemplén vármegyei nemesi család. Nevük az egykor Bács vármegyében fekvő Vicmándról származhat. A család állítólag a Gutkeled nemzetségből ered.
Viczmándi Miklós a 16. század elején szerzett birtokot Tugáron.
1542-ben Vanyarc egyik birtokosa Viczmándy István volt. 1553-ban Wiczmándy Mátyást Butkán egy birtokrészbe beiktatták. Ugyanekkor Márkon is birtokoltak. 1555-ben Nagyszelmencen birtokoltak. 1556-ban Wiczmándy Ferencz Málcán szerzett birtokrészt. 1560-ban I. Ferdinánd magyar király Pincehely, Gyánt és Görbő birtokokat többek között Viczmándy Mátyásnak adományozta, aki jelképesen a Simontornyai vár birtokosa is volt. 1561-ben Gyála egyik birtokosa Viczmándy Mátyás volt. 1598-ban Butkán, Dobrókán és Márkon Wiczmándy Kristóf és Wiczmándy Miklós özvegye szerepelt a birtokosok között. Az 1598. évi összeírásban Dénesújfalun Wiczmándy Kristóf is birtokosként szerepelt, Izbugyán Wiczmándy Tamás és Zsigmond, Viraván Wiczmándy Márton.
1617-ben Butkán Wiczmándy Mátyás zemplén vármegyei helyettes főispán építtetett várkastélyt késő reneszánsz stílusban.
1773-ban Izbugyán Wiczmándy Mihály, 1774-ben Butkán Wiczmándy Mátyás szerepelt a birtokosok között. Ugyanekkor Dénesújfalun Wiczmándy Mátyás és László birtokolt.
A 19. század végén Butkán Wiczmándy Ödön birtokolt, aki kuriájában a családi levéltárát őrizte, melyben 1220-tól kezdődően volta oklevelek. A falu gőzmalma is az ő tulajdonában volt. Málcán Wiczmándy Mórné volt birtokos, akinek úrilaka is volt, Wiczmándy Ödönné született Sárossy Gizella pedig értékes levelezést őrzött.

## Híres családtagok
- Viczmándy Viktor (1822–1896) 1848/49-es honvédszázados, a gálszácsi járás főszolgabírája
- Darmay Viktor (eredetileg Viczmándy Győző; 1850–1878) költő, író, újságíró, lapszerkesztő.

## Birtokaik és kastélyaik
- Butkán kúria
- Bölcsős, Dénesújfalu, Dióska, Felsőrőcse, Gatály, Izbugya, Kozma, Nátafalva, Ördögvágás, Porosztó, Sárosmező, Szenteske, Szobránc, Tiba, Vadászfalva